# 克莱蒙
克莱蒙（法語：Clermont，法語發音：[klɛʁmɔ̃] ⓘ），法国北部城市，上法兰西大区瓦兹省的一个市镇，同时也是该省的一个副省会，下辖克莱蒙区，其市镇面积为5.81平方公里，2022年1月1日时人口数量为10,704人，在法国城市中排名第989位。
克莱蒙位于瓦兹省中部，布雷什河畔，是一个区域性的中心城市，巴黎－里尔铁路由此通过。

## 地名来源
“Clermont”一名最初于公元1023年以“Clarimonte”的形式被记载，意为“明亮的山地”，其对应的现代法语词组为“Clair Mont”。
“Clermont”这一专名在法国多地均有出现，为防止混淆，当地有时又被加上“瓦兹省”或“博韦地区”等后缀，如克莱蒙火车站的官方名称即为“Gare de Clermont-de-l'Oise”。

## 历史

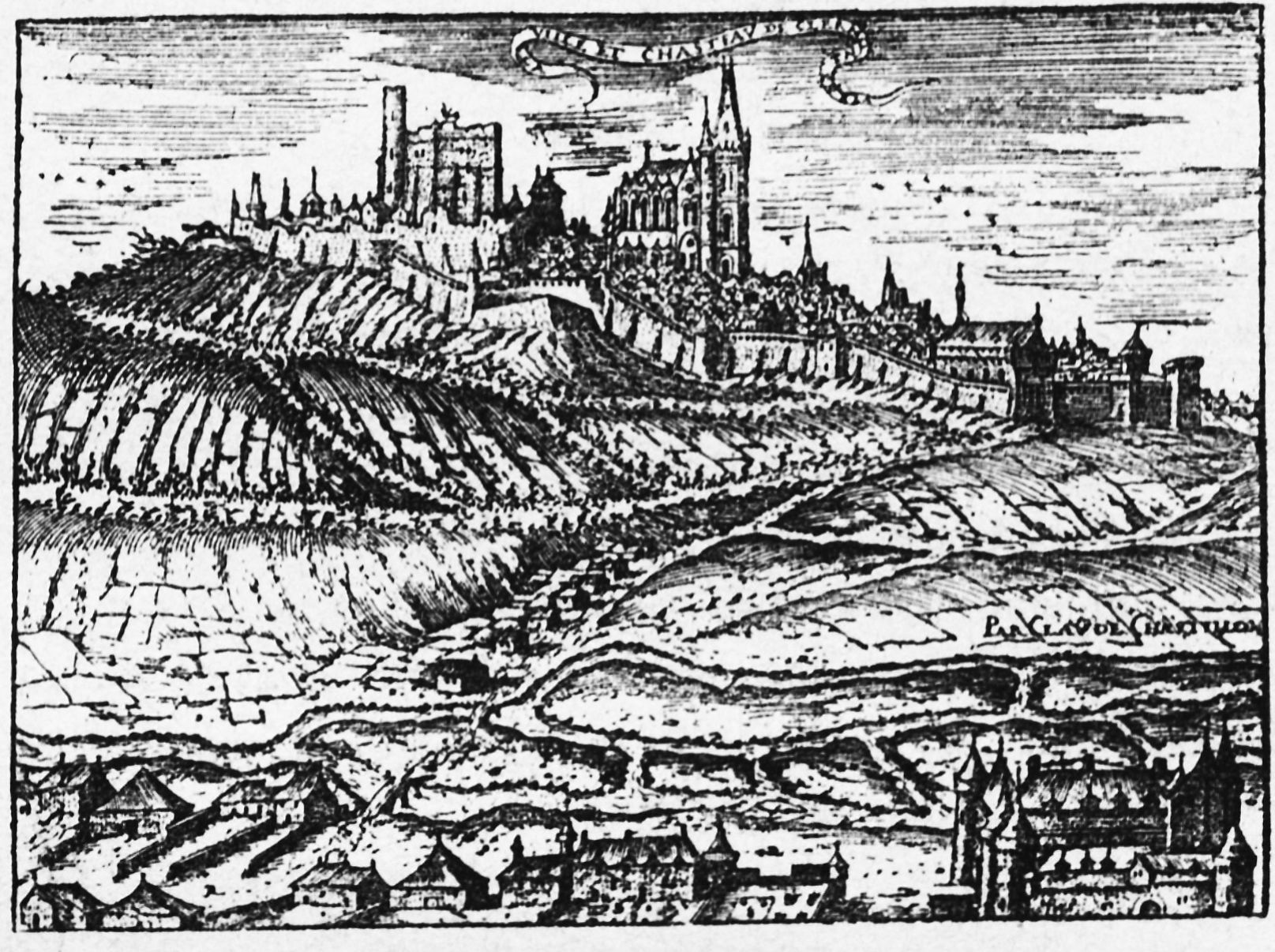
16世纪的克莱蒙

克莱蒙的早期历史尚有待考证，其附近区域曾发现新石器时期的人类活动遗迹。中世纪初，法兰克人军队曾由此前往巴黎。根据当地官方网站的论述，克莱蒙的城建史始于公元10世纪，彼时当地领主博杜安一世（Baudouin I）获得伯爵爵位，他在一处高地上修建了城堡碉楼，其周边区域逐渐形成聚落。1197年，法兰西国王腓力二世为克莱蒙颁发了自由贸易宪章。中世纪中后期，因发展程度不同，克莱蒙城市逐渐形成城堡、城关和城郊三大部分。英法百年战争，克莱蒙多次遭到破坏。在1590年的一次战争中，克莱蒙档案馆被亨利四世的军队攻占，当地的大量历史记录被烧毁。宗教战争期间，克莱蒙曾一度驻扎了大批新教徒，当地人口数量的增加使得克莱蒙一度成为区域性的中心聚落。1685年《枫丹白露敕令》的颁布使得克莱蒙的新教徒遭到驱赶。18世纪初，克莱蒙境内出现了多处新的宗教建筑。法国大革命后，克莱蒙成为瓦兹省的一个市镇，并在1795至1800年间为该省的一个地区行署，后改建为副省会。1846年，途径克莱蒙的巴黎－里尔铁路建成通车。第一次世界大战期间，克莱蒙曾一度遭到严重破坏，当地战后修建的战争纪念碑。1926年，根据庞加莱改革方案，克莱蒙副省政府被撤销，原克莱蒙区被整体划入贡比涅区。1942年，克莱蒙恢复副省会建制，克莱蒙区得以复设。1959年，布勒伊勒韦尔、菲茨詹姆斯和阿涅茨三个市镇的部分区域被划入克莱蒙用于新建居民区。
在地方历史文化研究方面，1902年，克莱蒙地方史爱好者建立了“克莱蒙历史考古研究会”（société archéologique et historique de Clermont）。

## 地理

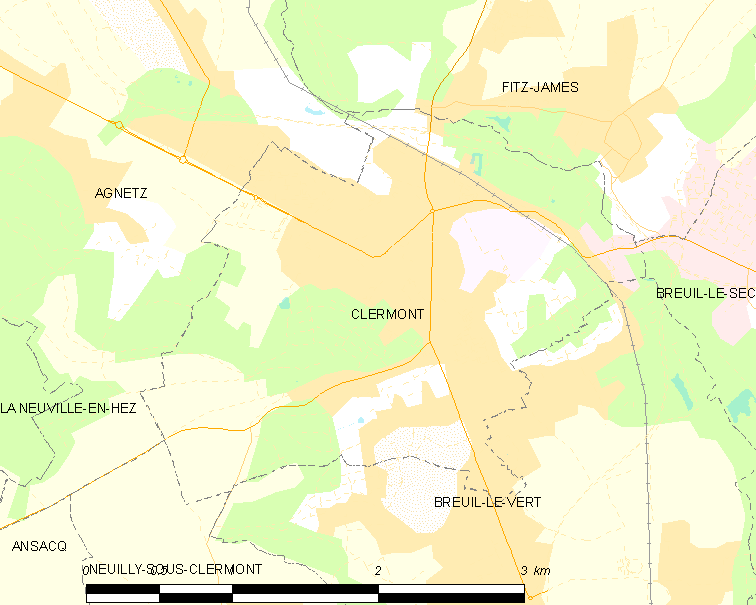
克莱蒙市镇范围地图

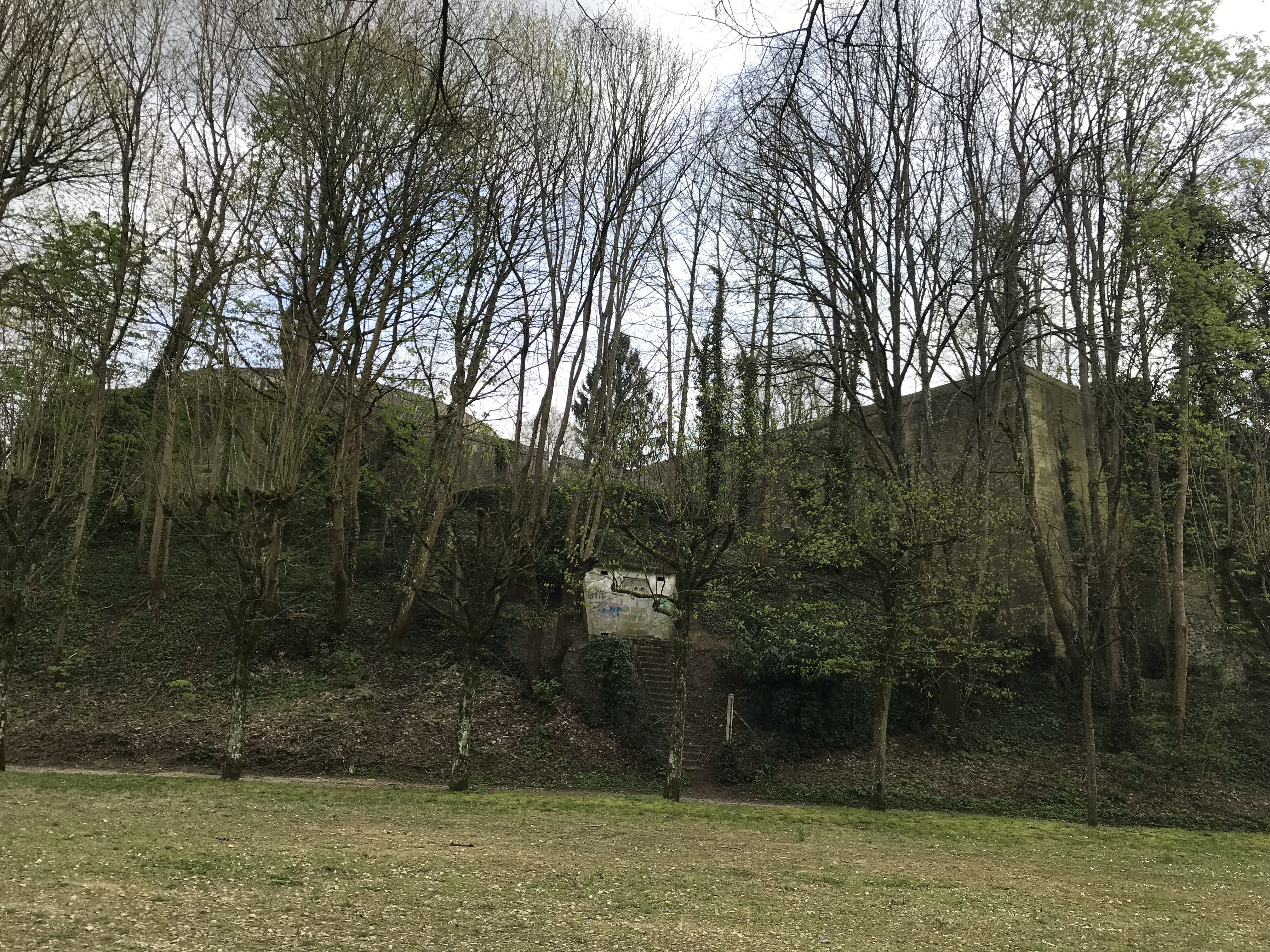
勒沙特利耶公园内的绿地

克莱蒙位于法国北部，上法兰西大区南部和瓦兹省中部，距离省会博韦大约29公里。与克莱蒙接壤的市镇包括：菲茨詹姆斯、阿涅茨、讷伊苏克莱蒙、布勒伊勒塞克和布勒伊勒韦尔。

### 地形
克莱蒙位于巴黎盆地北部，境内以平原和浅丘为主，市镇中心东北侧为一处高地，当地历史上的碉楼建立于此，除此之外克莱蒙的其余街区地势较为平坦，全境海拔在48到162米之间。

### 水文
克莱蒙位于塞纳河流域范围内，布雷什河自西北向南流经市区。

### 植被
克莱蒙属于温带阔叶混交林区，碉楼遗址附近的弗朗索瓦·密特朗公园（Parc François Mitterand）和勒沙特利耶公园（Parc du Châtellier）是当地主要的城市绿地，林地则广泛分布于市镇范围的东西两侧。
在鲜花城市的评比中，克莱蒙被评为1星级鲜花城市。

### 气候
克莱蒙在柯本气候分类法中属于温带海洋性气候。
距离克莱蒙最近的常年气象站位于艾里永境内，以下为该气象站的数据（其中日照数据取自博韦-蒂耶气象站）：
| 艾里永 1981年－2019年 | 艾里永 1981年－2019年 | 艾里永 1981年－2019年 | 艾里永 1981年－2019年 | 艾里永 1981年－2019年 | 艾里永 1981年－2019年 | 艾里永 1981年－2019年 | 艾里永 1981年－2019年 | 艾里永 1981年－2019年 | 艾里永 1981年－2019年 | 艾里永 1981年－2019年 | 艾里永 1981年－2019年 | 艾里永 1981年－2019年 | 艾里永 1981年－2019年 |
| 月份                  | 1月                   | 2月                   | 3月                   | 4月                   | 5月                   | 6月                   | 7月                   | 8月                   | 9月                   | 10月                  | 11月                  | 12月                  | 全年                  |
| --------------------- | --------------------- | --------------------- | --------------------- | --------------------- | --------------------- | --------------------- | --------------------- | --------------------- | --------------------- | --------------------- | --------------------- | --------------------- | --------------------- |
| 历史最高温 °C（°F）   | 17 (63)               | 20.1 (68.2)           | 23.3 (73.9)           | 27 (81)               | 32.4 (90.3)           | 33.7 (92.7)           | 36.5 (97.7)           | 38.5 (101.3)          | 31 (88)               | 26.8 (80.2)           | 19.6 (67.3)           | 17 (63)               | 38.5 (101.3)          |
| 平均高温 °C（°F）     | 6.8 (44.2)            | 8.3 (46.9)            | 12.2 (54.0)           | 15.1 (59.2)           | 19.3 (66.7)           | 22 (72)               | 24.6 (76.3)           | 24.9 (76.8)           | 20.8 (69.4)           | 16 (61)               | 10.4 (50.7)           | 6.6 (43.9)            | 15.6 (60.1)           |
| 日均气温 °C（°F）     | 4 (39)                | 4.8 (40.6)            | 7.6 (45.7)            | 9.7 (49.5)            | 13.6 (56.5)           | 16.2 (61.2)           | 18.5 (65.3)           | 18.6 (65.5)           | 15.2 (59.4)           | 11.7 (53.1)           | 7.1 (44.8)            | 3.9 (39.0)            | 10.9 (51.6)           |
| 平均低温 °C（°F）     | 1.2 (34.2)            | 1.3 (34.3)            | 2.9 (37.2)            | 4.2 (39.6)            | 7.8 (46.0)            | 10.3 (50.5)           | 12.4 (54.3)           | 12.3 (54.1)           | 9.6 (49.3)            | 7.3 (45.1)            | 3.8 (38.8)            | 1.3 (34.3)            | 6.2 (43.2)            |
| 历史最低温 °C（°F）   | −15.9 (3.4)           | −13 (9)               | −9.8 (14.4)           | −4.8 (23.4)           | −1.6 (29.1)           | 0 (32)                | 3.4 (38.1)            | 3.4 (38.1)            | −0.2 (31.6)           | −5.7 (21.7)           | −11.2 (11.8)          | −12.8 (9.0)           | −15.9 (3.4)           |
| 平均降水量 mm（）     | 52.4 (2.06)           | 48.3 (1.90)           | 48.8 (1.92)           | 52.2 (2.06)           | 53.3 (2.10)           | 56.4 (2.22)           | 56 (2.2)              | 58.9 (2.32)           | 49.7 (1.96)           | 61.1 (2.41)           | 57.4 (2.26)           | 69 (2.7)              | 663.5 (26.12)         |
| 月均日照時數          | 65.2                  | 76.7                  | 124                   | 171.5                 | 198.9                 | 211.8                 | 217.4                 | 210.1                 | 162                   | 112.2                 | 66.9                  | 52.6                  | 1,669.3               |
| 来源：infoclimat.fr   |                       |                       |                       |                       |                       |                       |                       |                       |                       |                       |                       |                       |                       |

## 行政区划
克莱蒙的市镇编号为60157，邮政编号为60600。
在行政管理方面，克莱蒙隶属于法国上法兰西大区瓦兹省，同时也是该省的一个副省会，下辖克莱蒙区；在地方选举方面，克莱蒙是克莱蒙县的中央投票站所在地，其市镇范围全境被划入瓦兹省第七选区；在社会管理方面，克莱蒙是克莱蒙地区市镇公共社区的办公驻地。
克莱蒙的莱萨布勒街区（Les Sables）为城市政策优先街区。
法国国家统计与经济研究所（简称）在进行数据统计时，将克莱蒙及相邻的另外4个市镇设为克莱蒙城市核心区，并将包括核心区在内的周边共1,794个市镇划为巴黎城市区。自2020年起，巴黎城市区被包含1,949个市镇的巴黎城市辐射区代替。此外，还将克莱蒙市镇分为了4个“块区”（IRIS），以便于统计人口分布情况。

## 交通

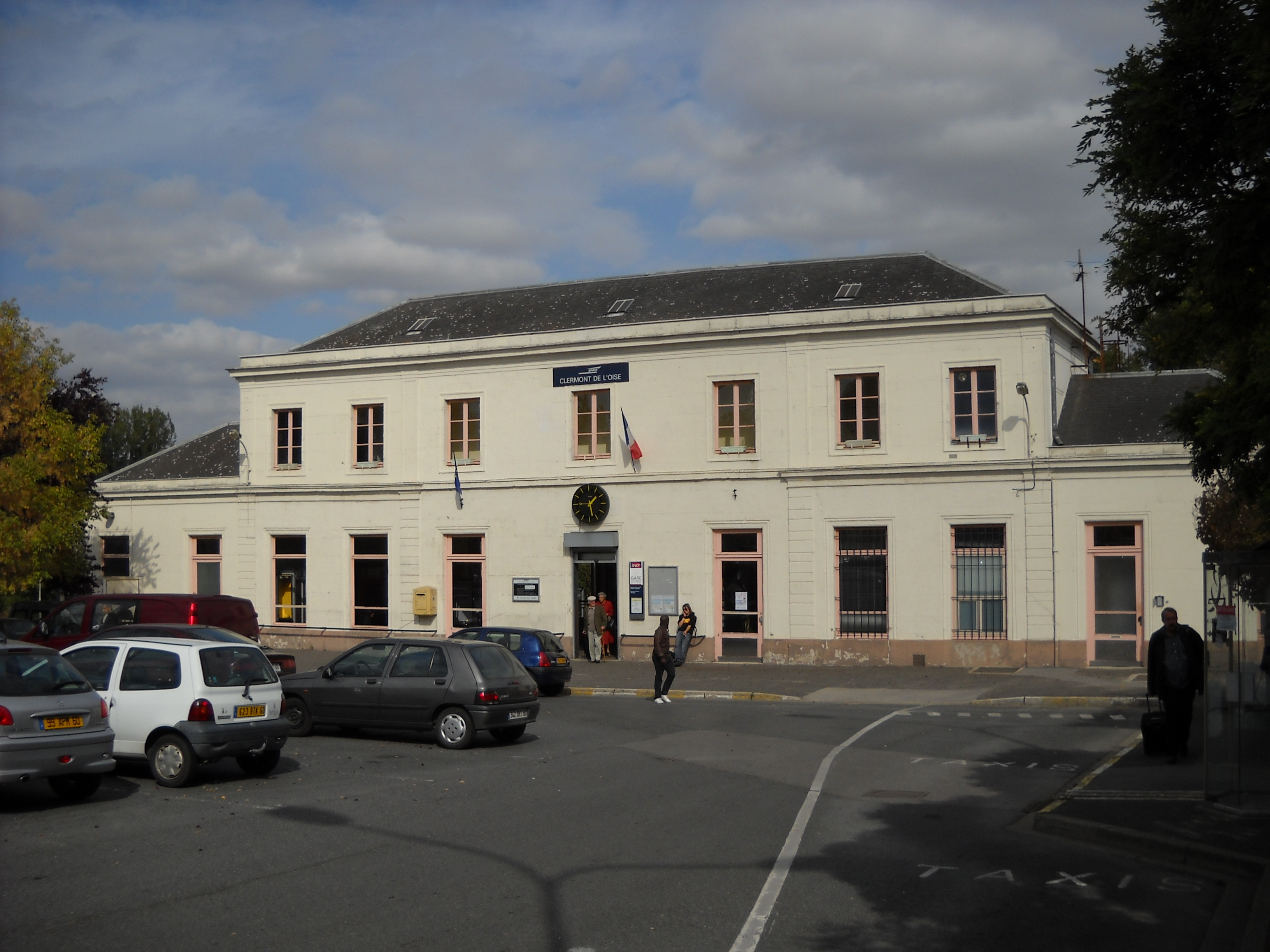
克莱蒙火车站的主站房

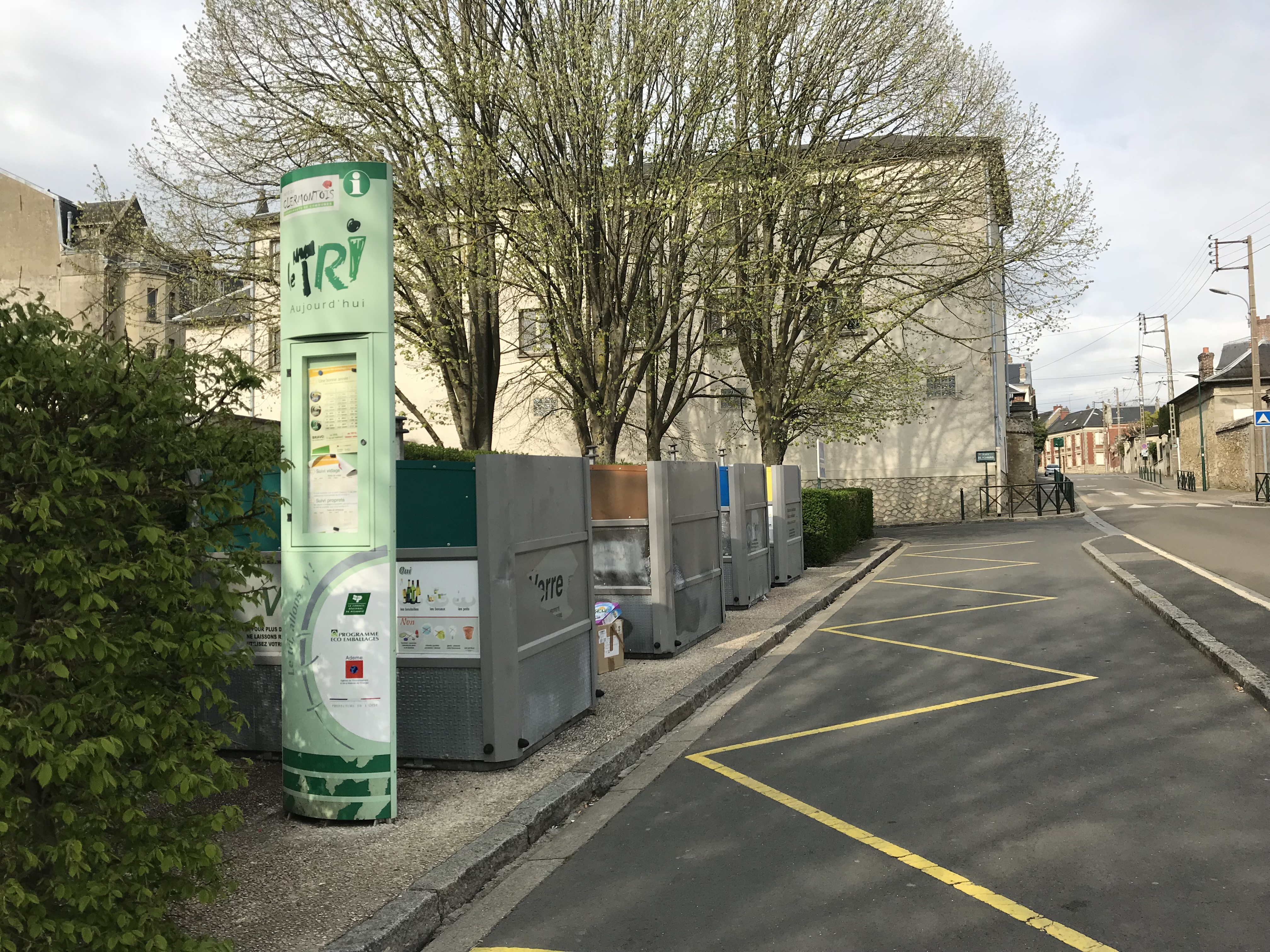
克莱蒙的一处公交车站

### 公路
法国国道N31线和多条瓦兹省省道在克莱蒙境内交汇。上法兰西大区下属的城际客运提供城际巴士线路，可前往博韦、贡比涅、克雷伊、埃斯特雷圣但尼、拉韦尔西讷等地。
| 10 | 24 |

| 15 | 25 |

| 博韦 | 28 |

| 布勒特伊 | 34 |

| 克雷伊 | 15 |

| 蒙迪迪耶 | 35 |

| 贡比涅 | 33 |

| 圣瑞斯特昂绍塞 | 16 |

2019年，74.8%的克莱蒙家庭拥有至少一辆私人汽车。2019年，克莱蒙境内共发生各类交通事故2起，造成3人受伤，其中2人重伤。

### 铁路
克莱蒙位于巴黎－里尔铁路和罗希-孔代－苏瓦松铁路的交汇处。瓦兹省克莱蒙站位于市区东北部，停靠往返于巴黎和亚眠一线的区域列车。

### 航空
距离克莱蒙最近的民用航空站为博韦-蒂耶机场，距离克莱蒙市中心的公路里程约30公里。

### 城市公共交通
克莱蒙城市公共交通（商业名称为）是当地的城市公共交通系统。截至2022年12月，该系统共包括四条公交线路，路网覆盖了克莱蒙市区内的主要街道和居民区。

## 政治

### 市政内阁

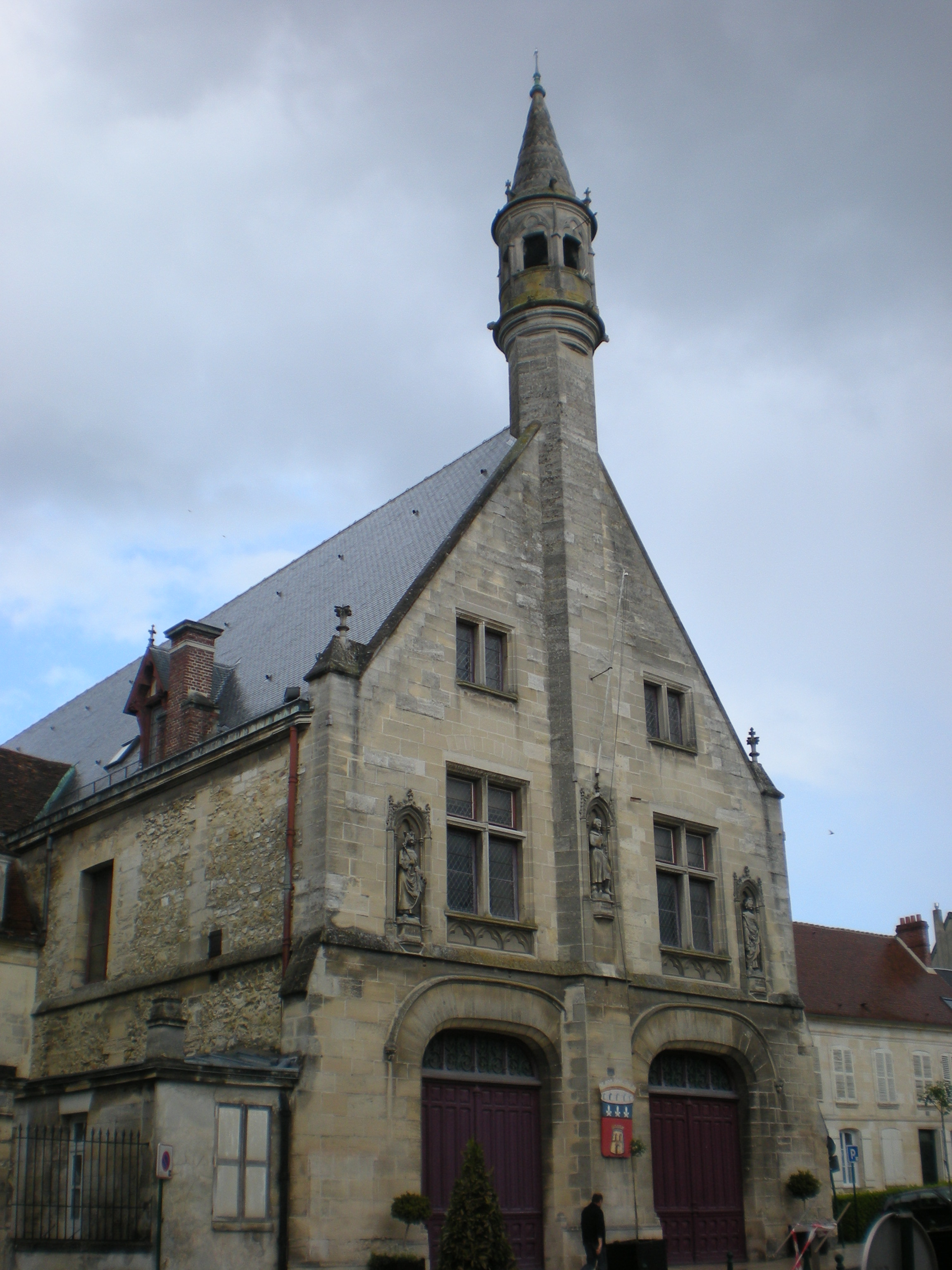
克莱蒙市政厅大楼

克莱蒙的现任市长为利昂内尔·奥利维耶先生（Lionel OLLIVIER），他是一名左翼无党派人士，在2020年的市政选举中获得了57.36%的支持率。
| 克莱蒙历届市长 | 克莱蒙历届市长                    | 克莱蒙历届市长              |
| 任期           | 市长                              | 党派                        |
| -------------- | --------------------------------- | --------------------------- |
| 1944年－1947年 | Eugène DELAHOUTRE 欧仁·德拉乌特   | 不详                        |
| 1947年－1953年 | Pierre MICHAUX 皮埃尔·米肖        | 不详                        |
| 1953年－1971年 | Jean BOUET 让·布埃                | 不详                        |
| 1971年－1983年 | Robert ROUZIER 罗贝尔·鲁齐耶      | 不详                        |
| 1983年－2001年 | André VANTOMME 安德烈·范托姆      | PS社会党                    |
| 2001年－2004年 | Claude GEWERC 克洛德·热韦尔克     | PS社会党                    |
| 2004年－       | Lionel OLLIVIER 利昂内尔·奥利维耶 | PS社会党 →DVG左翼无党派人士 |

### 各级选举
| 克莱蒙历届投票选举结果 | 克莱蒙历届投票选举结果 | 克莱蒙历届投票选举结果 | 克莱蒙历届投票选举结果 | 克莱蒙历届投票选举结果          | 克莱蒙历届投票选举结果 | 克莱蒙历届投票选举结果 | 克莱蒙历届投票选举结果          | 克莱蒙历届投票选举结果 | 克莱蒙历届投票选举结果 |
| 选举项目               | 选举范围               | 选区单位               | 选区单位内的选举结果   | 选区单位内的选举结果            | 选区单位内的选举结果   | 选区单位内的选举结果   | 选区单位内的选举结果            | 选区单位内的选举结果   | 参考资料               |
| 选举项目               | 选举范围               | 选区单位               | 第一轮胜出者           | 第一轮胜出者                    | 支持率                 | 第二轮胜出者           | 第二轮胜出者                    | 支持率                 | 参考资料               |
| ---------------------- | ---------------------- | ---------------------- | ---------------------- | ------------------------------- | ---------------------- | ---------------------- | ------------------------------- | ---------------------- | ---------------------- |
| 2017年法國總統選舉     | 法國                   | 市镇                   |                        | 玛丽娜·勒庞                     | 29.11%                 |                        | 埃马纽埃尔·马克龙               | 55.82%                 | [ 24 ]                 |
| 2017年法国立法选举     | 瓦兹省第七选区         | 市镇                   |                        | 马克西姆·米诺                   | 28.55%                 |                        | 马克西姆·米诺                   | 58.72%                 | [ 24 ]                 |
| 2019年欧洲议会选举     | 法國                   | 市镇                   |                        | 若尔丹·巴尔代拉                 | 29.58%                 | （不适用）             | （不适用）                      | （不适用）             | [ 26 ]                 |
| 2021年法国省级选举     | 瓦兹省                 | 县                     |                        | 马克西姆·米诺 奥费莉·范埃尔叙沃 | 50.85%                 |                        | 马克西姆·米诺 奥费莉·范埃尔叙沃 | 66.15%                 | [ 27 ]                 |
| 2021年法国省级选举     | 瓦兹省                 | 市镇                   |                        | 马克西姆·米诺 奥费莉·范埃尔叙沃 | 49.1%                  |                        | 马克西姆·米诺 奥费莉·范埃尔叙沃 | 63.73%                 | [ 27 ]                 |
| 2021年法国大区选举     | 上法蘭西大區           | 市镇                   |                        | 格扎维埃·贝特朗                 | 34.15%                 |                        | 格扎维埃·贝特朗                 | 44.99%                 | [ 28 ]                 |
| 2022年法国总统选举     | 法國                   | 市镇                   |                        | 玛丽娜·勒庞                     | 29.35%                 |                        | 玛丽娜·勒庞                     | 51.2%                  | [ 24 ]                 |
| 2022年法国立法选举     | 瓦兹省第七选区         | 市镇                   |                        | 马克西姆·米诺                   | 29.61%                 |                        | 马克西姆·米诺                   | 55.01%                 | [ 24 ]                 |

## 人口
2019年，克莱蒙市镇人口数量为10,163，在法国排名第989位。其中男性4,792人，女性5,371人，75岁及以上人口占7.3%，外籍人口数量为510人，人口密度为1,749人/平方公里，当地居民被称为（男性）或（女性）。2020年，克莱蒙境内出生108人，死亡人口197人。
| 克莱蒙1901年－2019年人口变化情况 |
|                                  |
| 数据来源：Cassini、INSEE         |

## 经济
克莱蒙是一个区域性的中心城市。截止2022年12月，克莱蒙市镇范围内共有各类用人单位（包含自雇）1,269家，平均历史为14年，其中99.08%为中小型企业（PME），2022年10月至12月间，当地的经济活力指数为0.55%。（奶制品）、（房地产）及（坑道工程）是当地2021年营业额最高的三个企业，分别为153,049,179欧元、11,220,268欧元和4,698,741欧元。

## 财政与居民收入
2021年，克莱蒙的财政收入总额为11,904,400欧元，财政支出总额为10,514,200欧元，当年的债务总额为7,173,950欧元。2021年，克莱蒙市镇共获得3,605,371欧元的国家财政补助，比上一年增加了2.07%。
2020年，克莱蒙的人均月收入总额为2,179欧元，其中高级职员为3,753欧元，低于法国平均水平（4,230欧元）；中级职员为2,396欧元，低于法国平均水平（2,411欧元）；普通职员为1,728欧元，亦低于法国平均水平（1,740欧元）。
2019年，克莱蒙境内的青壮年（15至64岁）失业率为12.7%，当地43.8%的家庭拥有纳税资格，平均纳税2,511欧元，低于法国平均水平（3,910欧元）。

## 社会事务

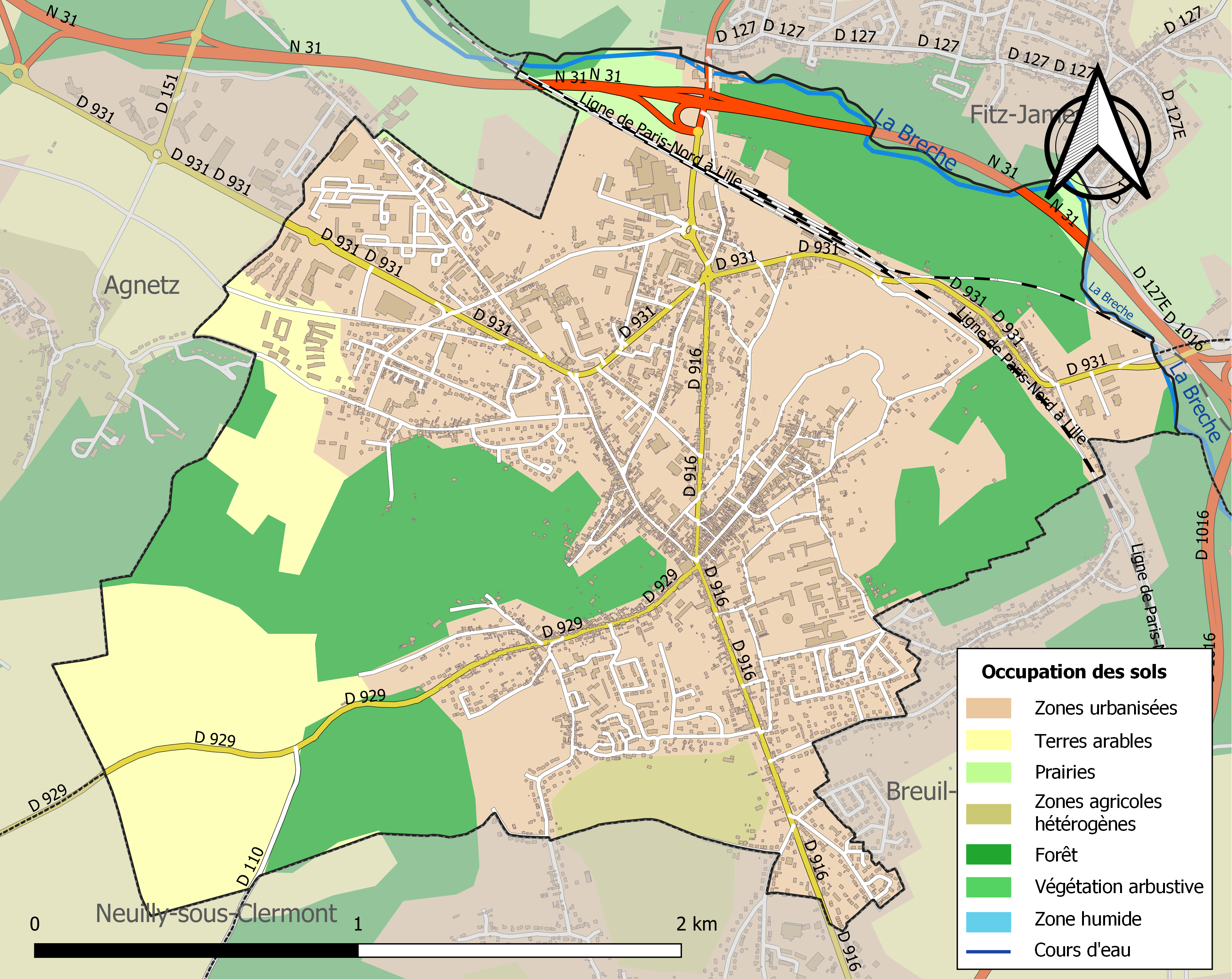
克莱蒙土地利用情况地图

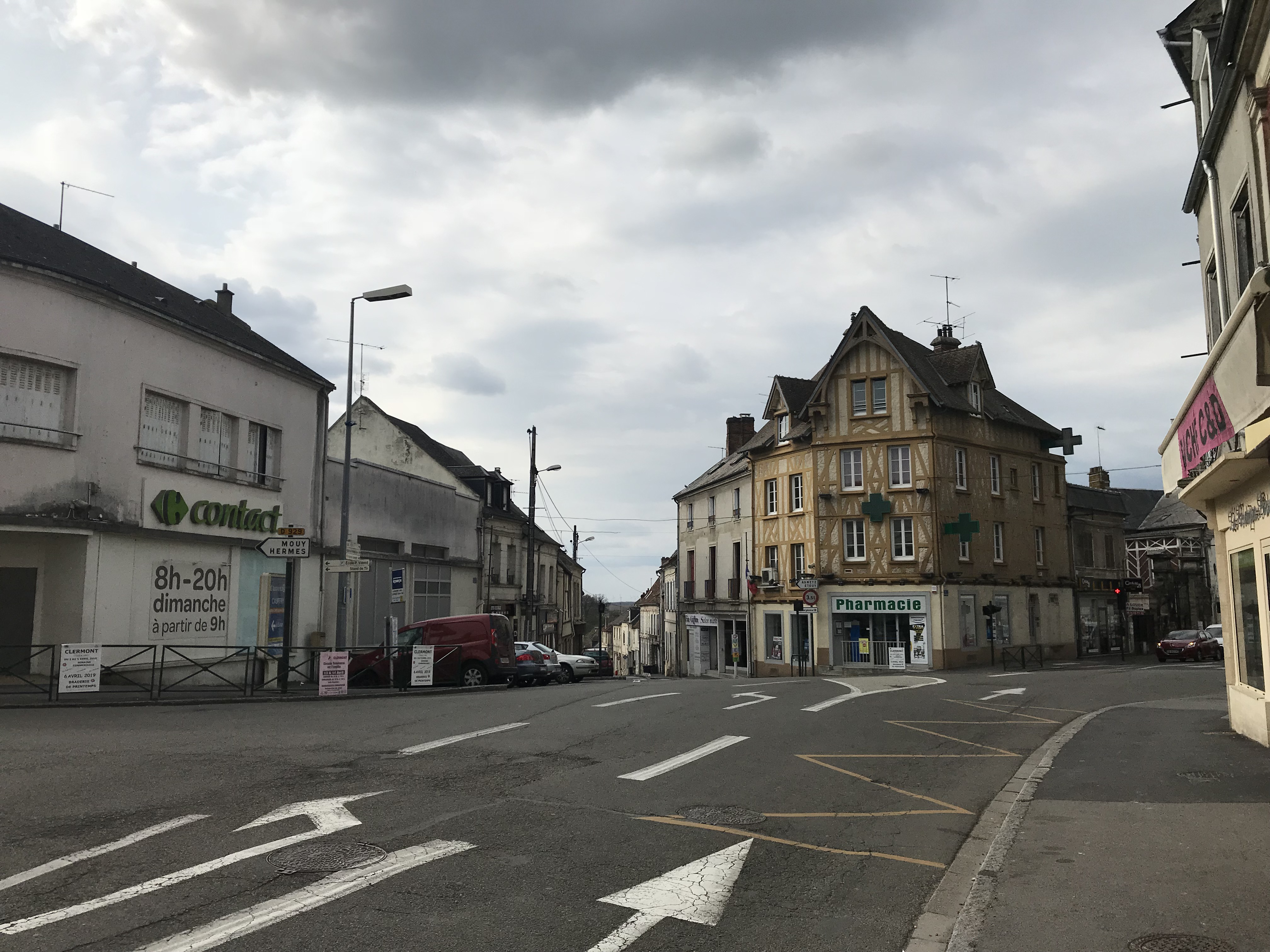
巴黎街与莱枫丹街交汇口

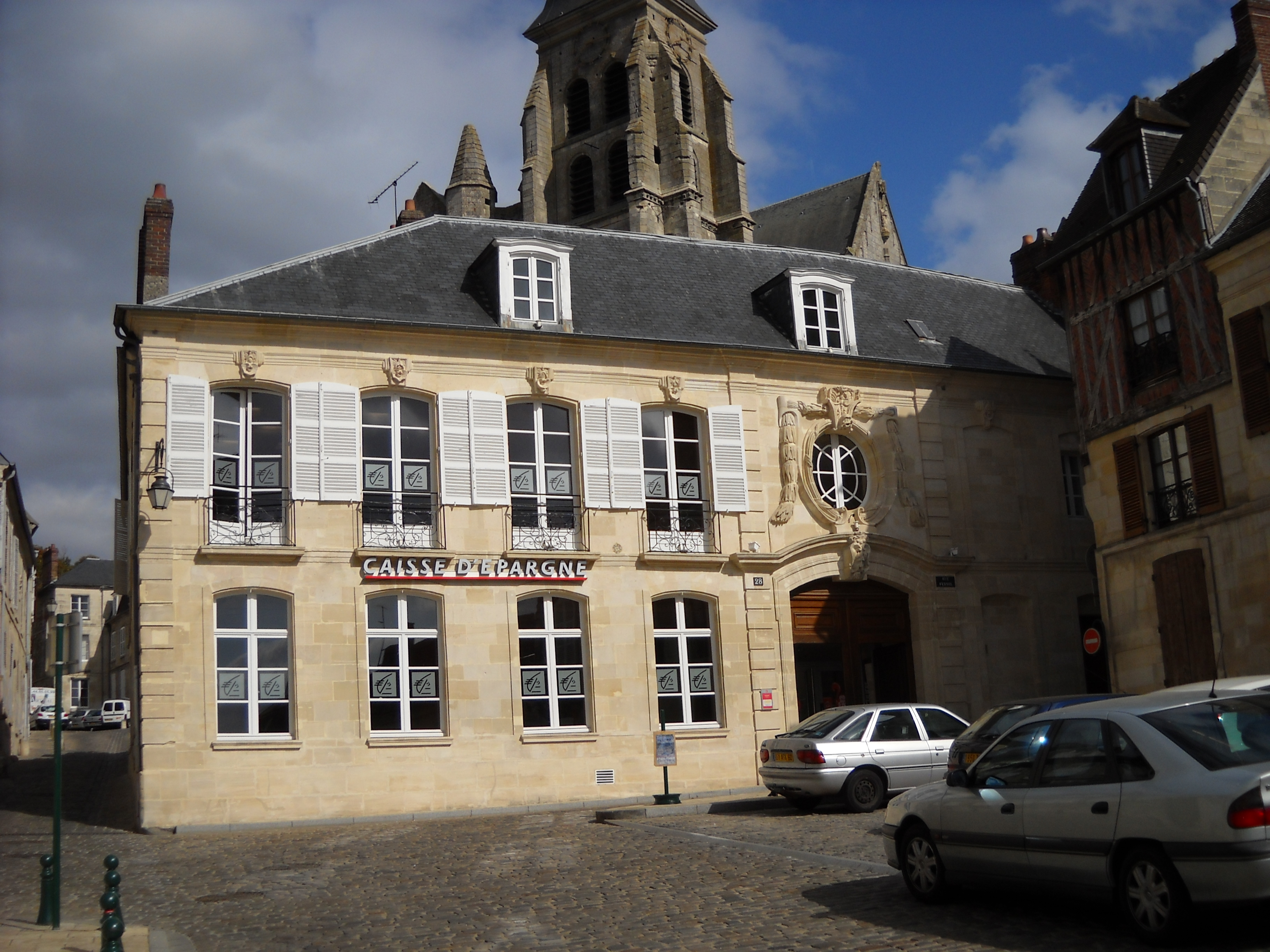
储蓄银行

### 教育
克莱蒙属于亚眠学区。截止2021年1月1日，克莱蒙境内共有3所幼儿园、5所小学、1所初级中学和1所普通高中。2018至2019学年度，克莱蒙境内共有在校中等教育阶段学生2,137名。

### 医疗
截止2021年1月1日，克莱蒙境内共有全科医生8名、保健师8名、牙医10名、护士11名、耳科医生1名、眼科医生3名和妇科医生1名。境内共有药房4家、养老院1家、残疾人帮扶中心6家。
克莱蒙中心医院，全名为“瓦兹省克莱蒙中心医院”（Centre Hospitalier de Clermont de l'Oise），是法国的一个区域性医疗机构，其主病区位于克莱蒙市区，设有床位177个，是当地规模最大的公立综合性医院。

### 住房
2019年，克莱蒙境内共有各类住房5,193套，其中41.6%为独立式居民区，58.0%为集中式居民区。常住房屋占克莱蒙市镇范围内居民建筑总量的91.1%。
在住房保障政策方面，2021年，克莱蒙境内共有1,298户家庭获得了住房经济补助，受益人数占总人口数量的12.8%，其中1,266份为房租补助。

### 商业
2021年，克莱蒙境内共有各类实体商铺174家，其中餐厅27家、大型超市2家、杂货店1家、面包房7家、肉铺4家、书店2家、装饰品店0家、银行门店8家、美容美发店19家、汽车维修店8家。克莱蒙镇中心建有家乐福便民超市，市区西北部建有Intermarché大型购物商场。

### 体育
2021年，克莱蒙境内共有5间体育馆、5处网球场以及1处篮球或排球场。
截至2022年12月，克莱蒙境内共有两家注册足球俱乐部。利扬库尔-克莱蒙足球俱乐部（Football Club Liancourt Clermont，编号582185）是当地的代表性足球队，成立于2017年，其主队2022至2023赛季参加上法兰西大区足球联赛丙组（法国第八级别），其主场为圣洛朗十字架球场（Stade de La Croix Saint Laurent）。

### 环境
克莱蒙的环境事务由其所属的克莱蒙地区市镇公共社区联合各级政府协调负责。2021年，克莱蒙境内暂无污染企业。

### 治安
2021年，克莱蒙市镇范围内有1处宪兵队。
克莱蒙国家宪兵队（zone gendarmerie de Clermont）的管辖范围共包括198个市镇。2020年，该宪兵队累计记录各类案件3,627起，其中盗窃类案件1,825起，经济类案件439起，毒品交易类案件108起。

## 文化
2021年，克莱蒙境内共有1家电影院和1家博物馆。克莱蒙市政府提供多媒体中心，每周二、三、五、六向公众开放。

### 建筑
克莱蒙境内有多处历史建筑，其中圣桑松教堂、碉楼遗址、克莱蒙市政厅为法国国家文物保护单位。

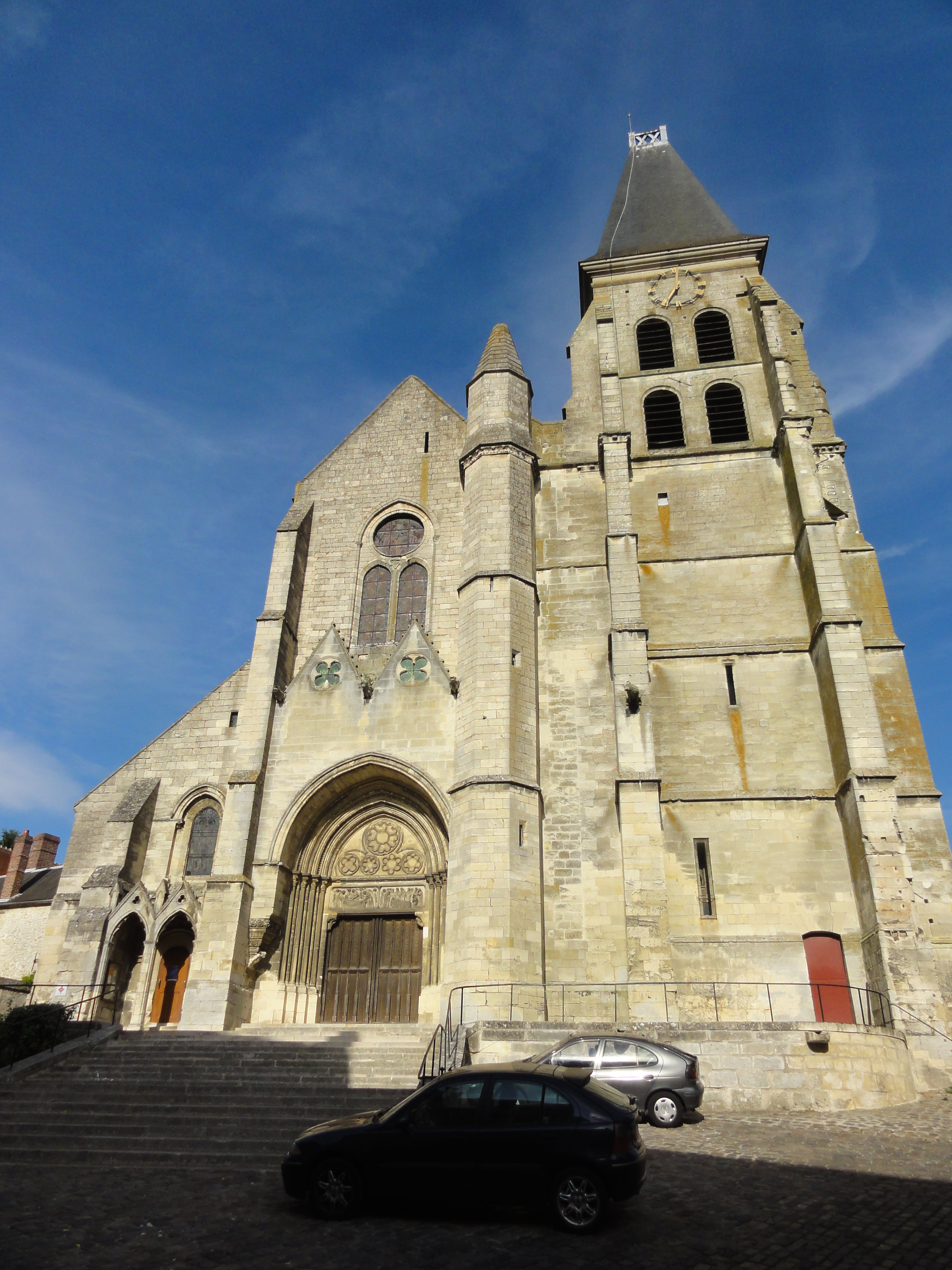
圣桑松教堂（法语：Église Saint-Samson de Clermont）
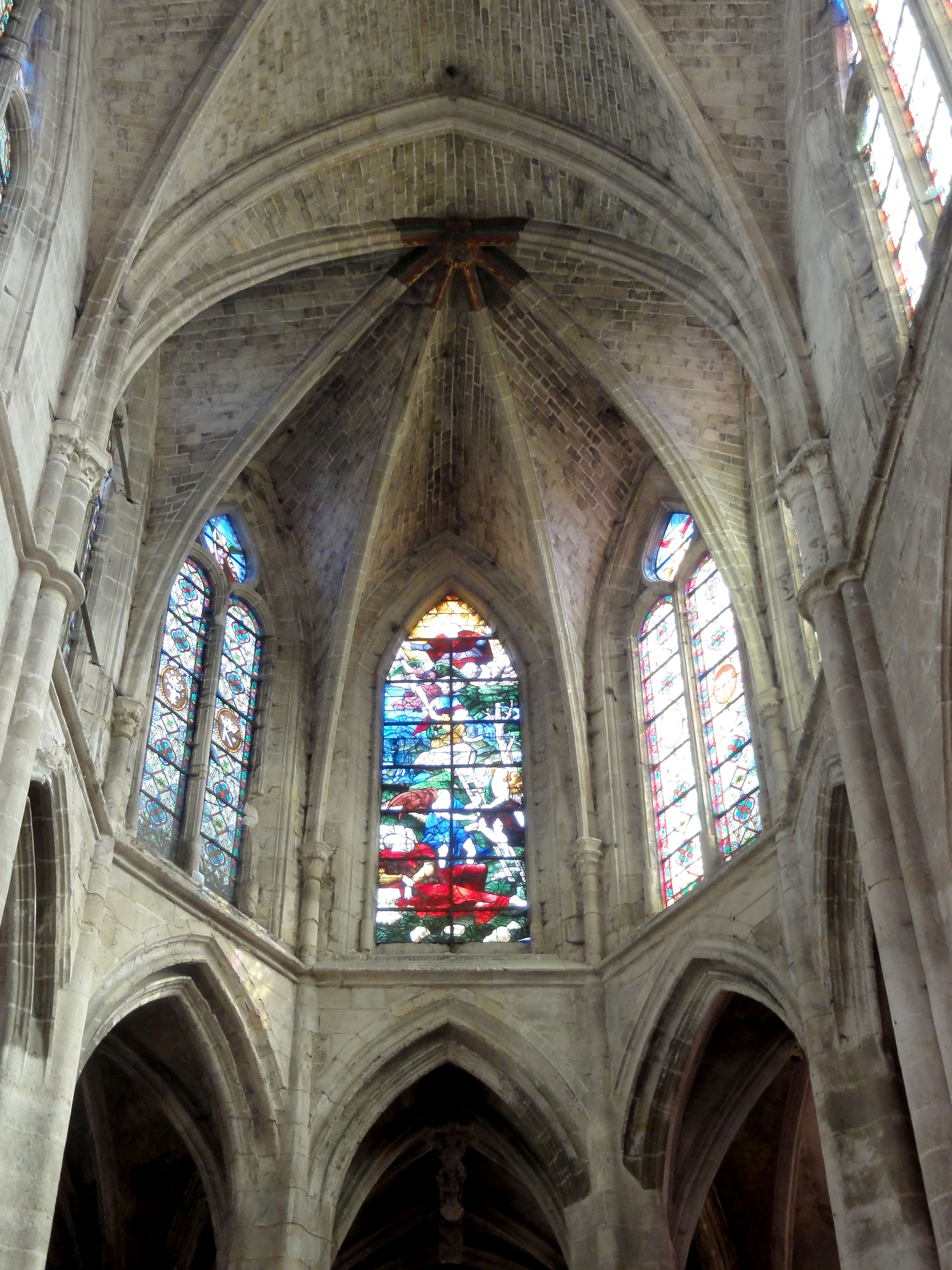
教堂拱厅
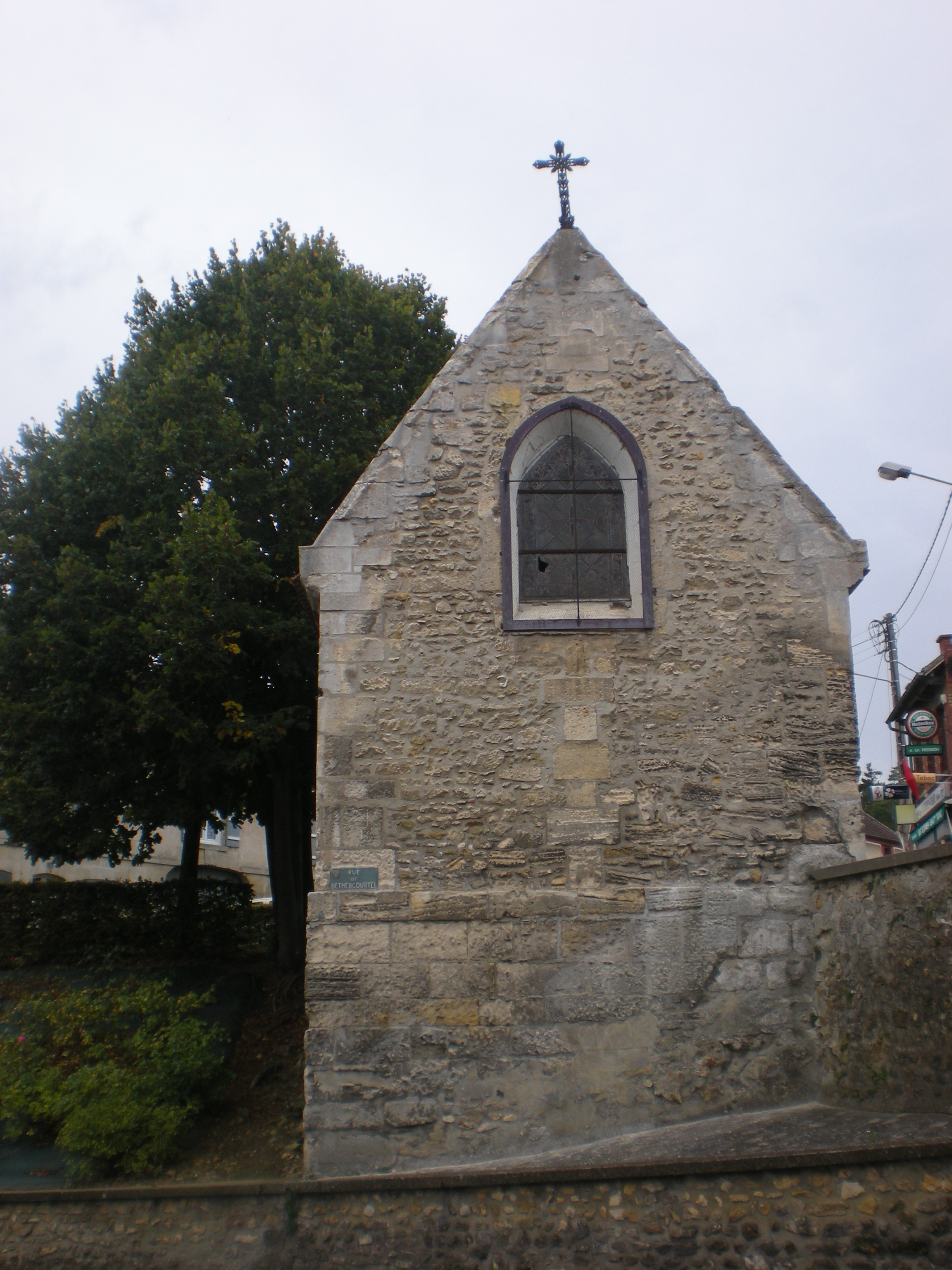
莱拉尔迪耶尔小教堂（法语：Chapelle des Lardières）
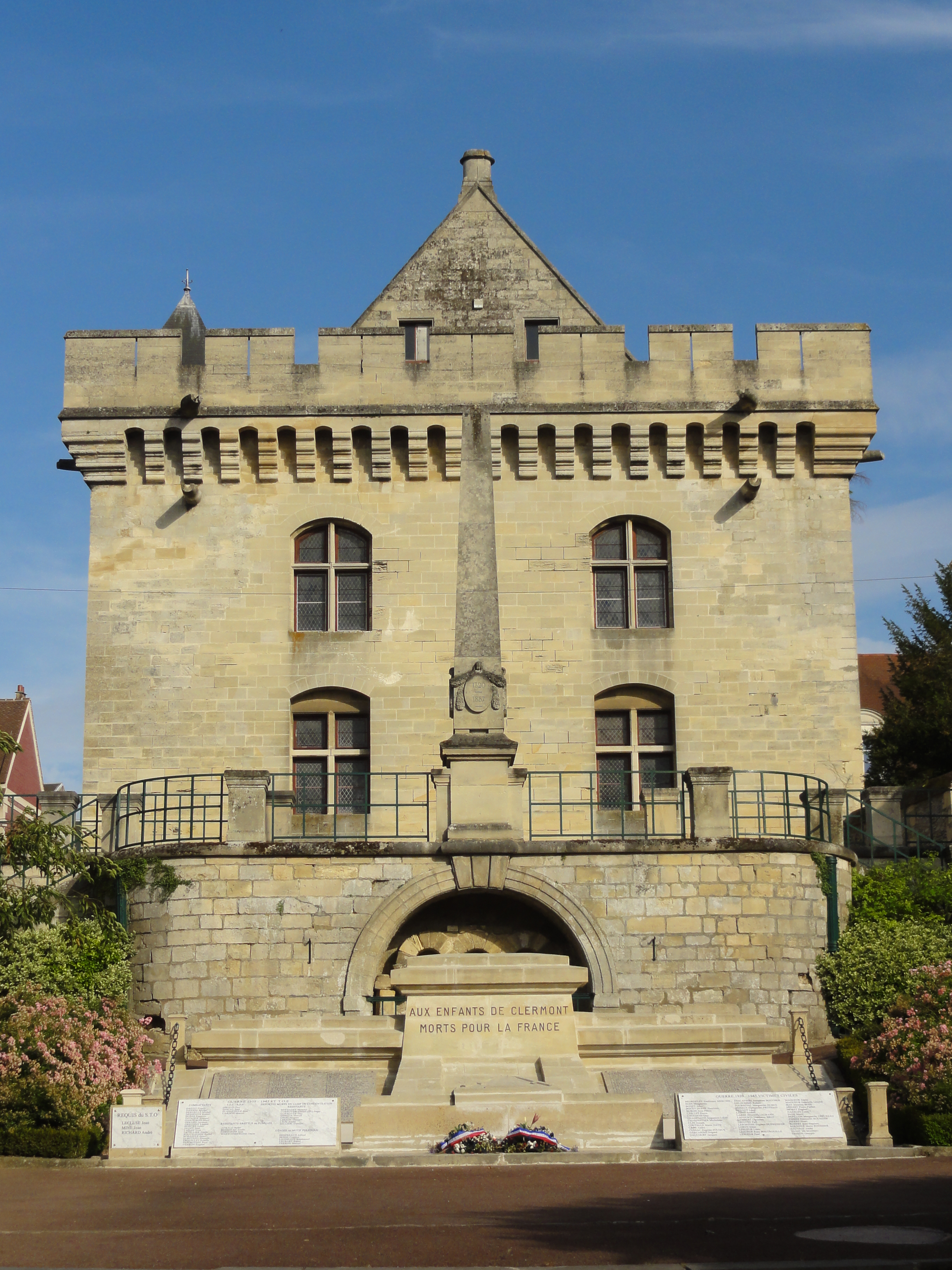
市政厅（法语：Hôtel de ville de Clermont (Oise)）
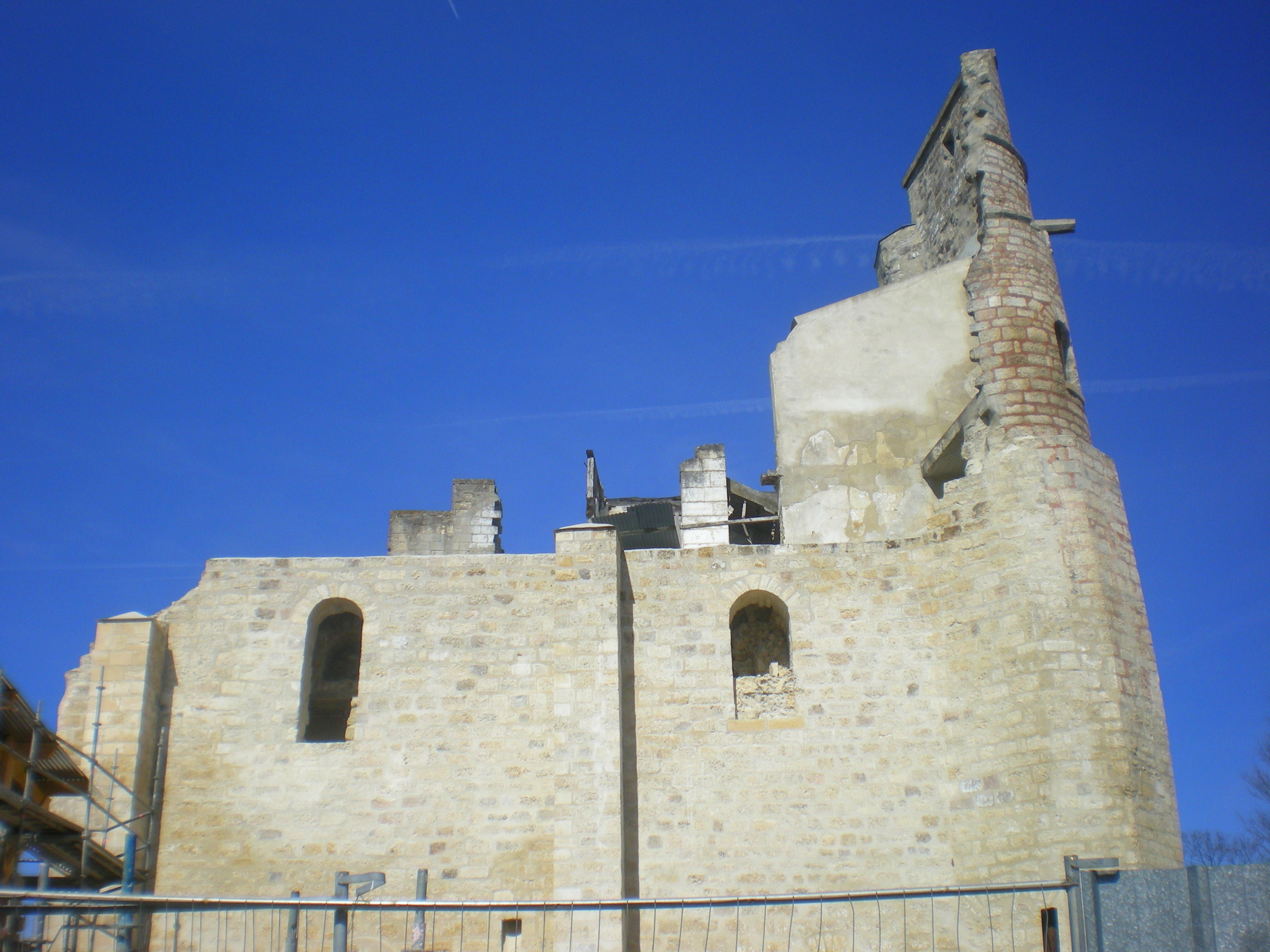
碉楼遗址
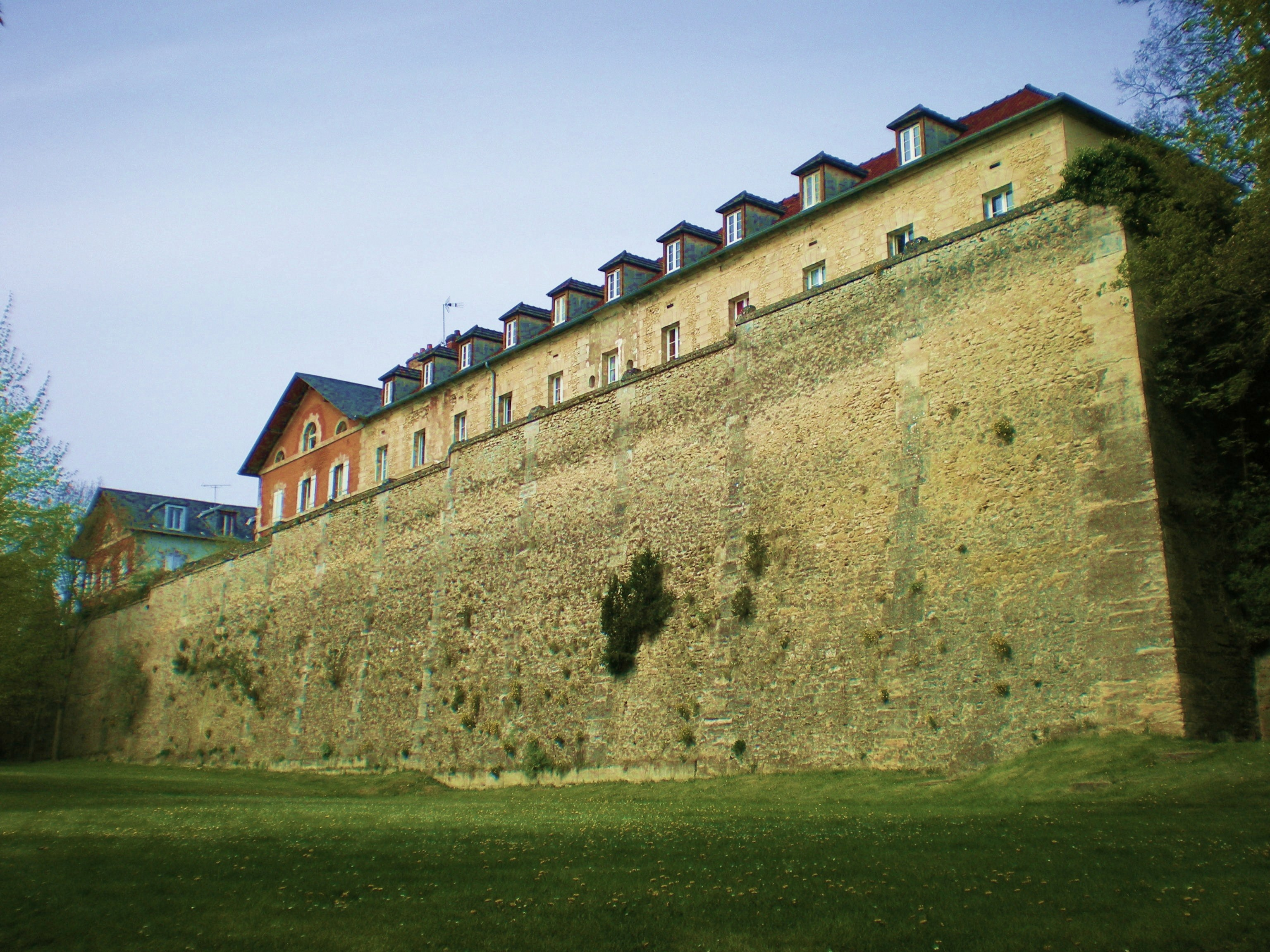
城墙旧址
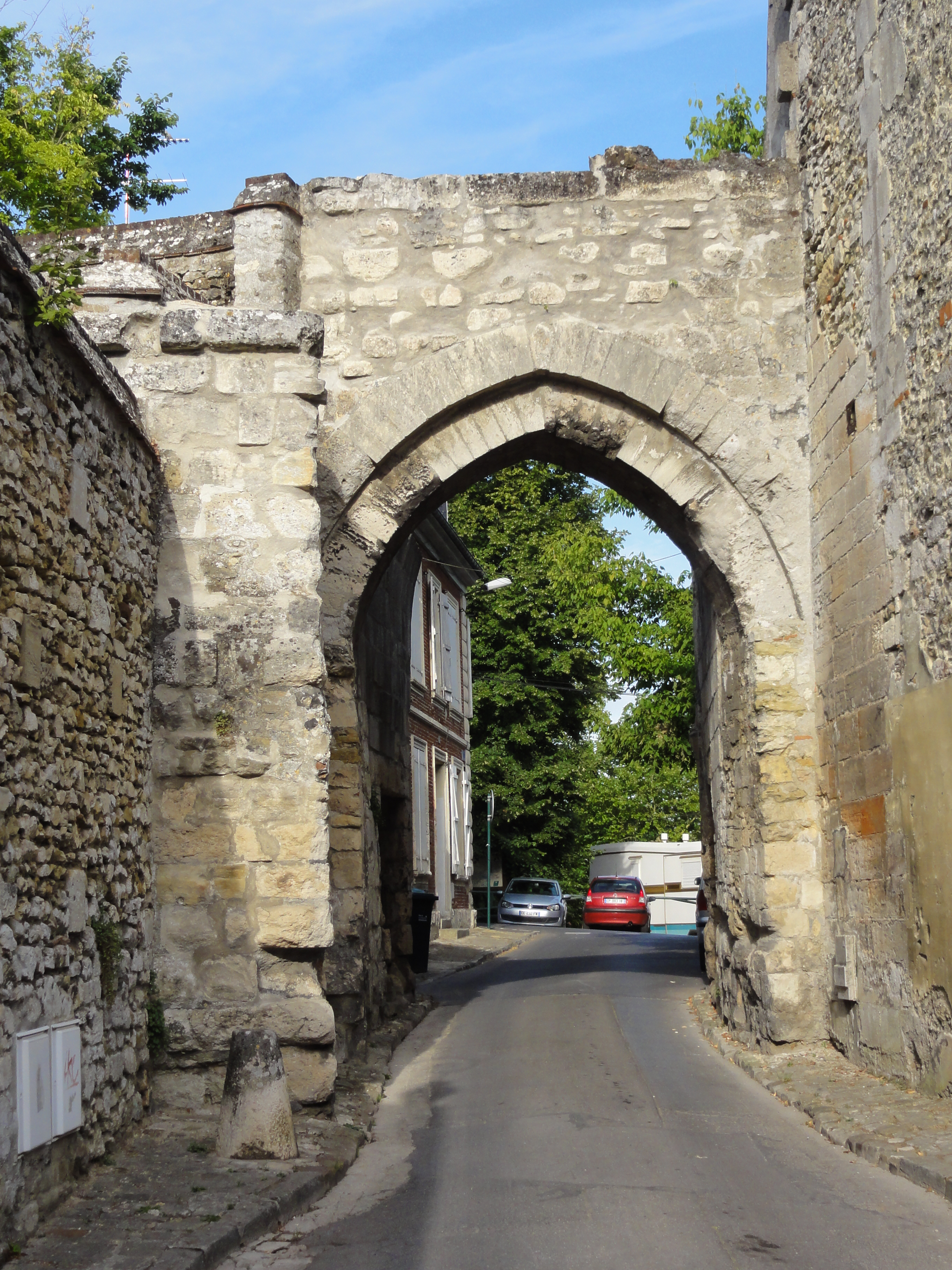
努万泰勒门（法语：Porte Nointel）
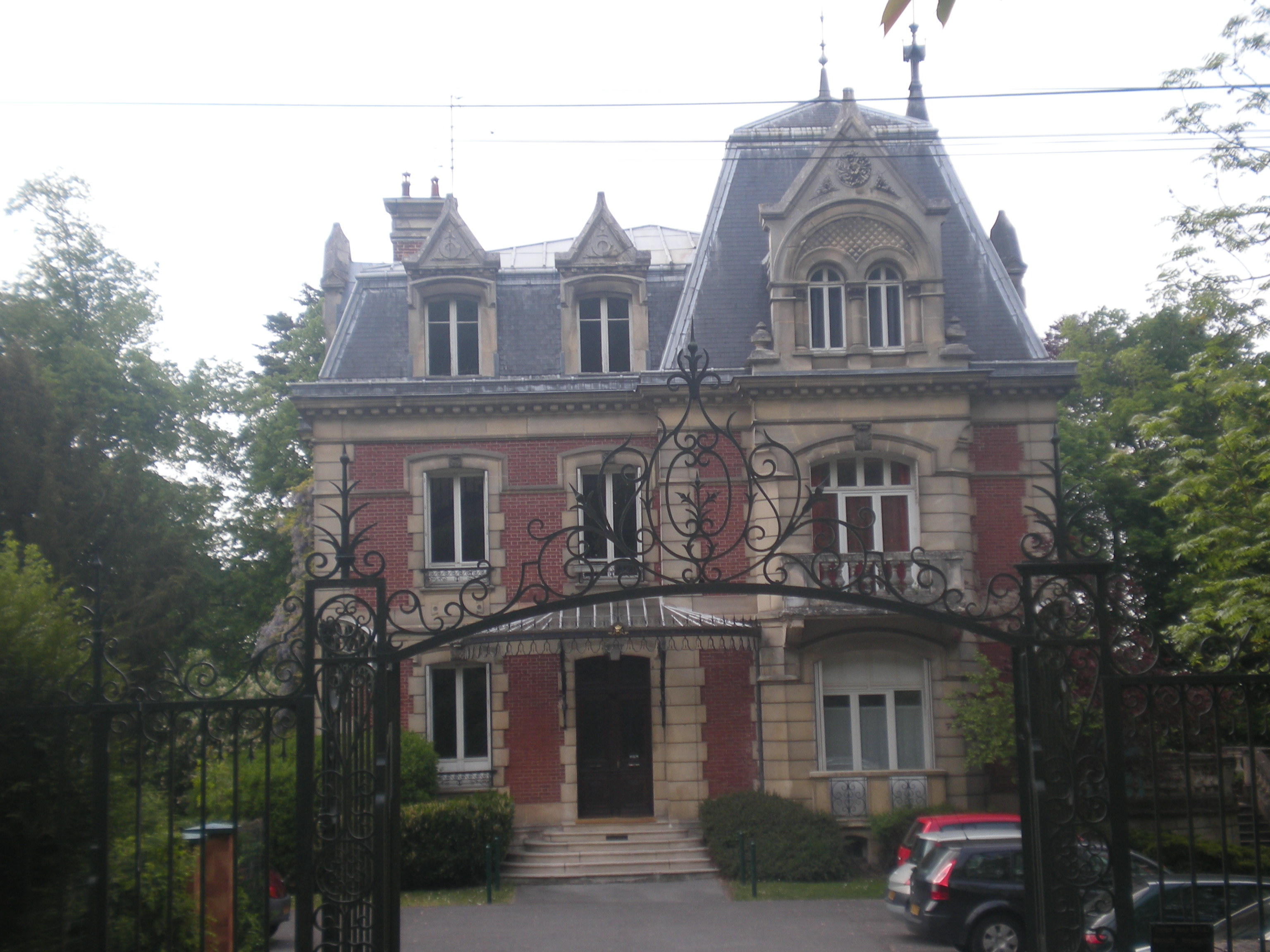
传统民居

### 旅游
克莱蒙的旅游事务由其所属的克莱蒙地区市镇公共社区负责。2022年，克莱蒙境内暂无任何游客接待设施。

### 媒体
法国主要的媒体均可在克莱蒙接收，法国电视三台下属的上法兰西大区频道在部分时段播出克莱蒙所属区域的地方新闻。《皮卡第邮报》、蓝色法兰西皮卡第广播等是当地主要的地方性媒体。

## 相关人物
法国医生雅克·格雷万、数学家路易·普安索和哲学家米凯尔·迪弗雷纳出生于克莱蒙。

## 友好城市
截至2022年12月，克莱蒙共与三座城市互为友好城市关系：
- 德国 多瑙河畔福堡
- 英格兰 萨德伯里
- 義大利 基亚拉蒙特古尔菲